# Ляхов, Владимир Сергеевич
Владимир Сергеевич Ляхов (род. 17 июня 1937, Ашхабад — 17 октября 2020 года) — советский легкоатлет, пятикратный чемпион и четырёхкратный рекордсмен СССР в метании диска.

## Биография

### Спортсмен
Серебряный призёр Универсиады-1959, Владимир Ляхов был вторым в «матче гигантов» того же года в Филадельфии за будущим четырёхкратным олимпийским чемпионом Элом Ортером. Там же он выступил и как кинооператор: его кадры о драматичном беге на 10 000 метров позднее вошли в фильм «Спорт, спорт, спорт», где он дебютировал и как киноактёр.
Дважды — в 1969 и 1970 годах — он побеждал в этих матчах.
Сын Владимира Ляхова Сергей был перспективным многоборцем, но чрезмерные нагрузки перегрузили его позвоночник. Тогда Владимир лично занялся подготовкой сына. Сергей вернулся в спорт и продолжил тренировки.
Владимир Ляхов участвовал во всех семи первых Спартакиадах начиная с 1956. Сергей-младший успел стать призёром последней — в 1991.
Выступая в 53 года на соревнованиях ветеранов, Владимир Ляхов, как и 32 года назад, метал диск на 55 метров. В том же 1990 году 22-летний Сергей-младший стал предпоследним чемпионом СССР с личным рекордом 64,36 м.

### Тренер
С 1999[уточнить] года работал в Гватемале. В 2000—2001[уточнить] годах признавался лучшим зарубежным тренером страны. Ученики Владимира Ляхова установили более сорока национальных рекордов во всех видах легкоатлетических метаний.

## Результаты

### Соревнования
квалификация
| Год  | Соревнования     | Город     | Дата        | Результат | Место | Видео |
| ---- | ---------------- | --------- | ----------- | --------- | ----- | ----- |
| 1959 | Универсиада      | Турин     | 4 сентября  | 51,40     | 1     |       |
| 1959 | Универсиада      | Турин     | 5 сентября  | 52,79 м   | II    |       |
| 1969 | Чемпионат Европы | Афины     | 16 сентября | 57,66     | 6     |       |
| 1969 | Чемпионат Европы | Афины     | 18 сентября | 59,10 м   | 5     |       |
| 1971 | Чемпионат Европы | Хельсинки | 14 августа  | 55,44 м   | 22 NQ |       |

1. ↑  квалификация — 58,00 м; в первом броске (около 60 метров) Ляхов наступил на обод круга

| Год  | Соревнования          | Город    | Дата                    | Результат                             | Место         | Видео |
| ---- | --------------------- | -------- | ----------------------- | ------------------------------------- | ------------- | ----- |
| 1956 | Спартакиада           | Москва   | 12 августа              |                                       | 11→[уточнить] |       |
| 1958 | Чемпионат (командный) | Тбилиси  | 28 октября — 2 ноября   | 53,44                                 | 3             |       |
| 1959 | Спартакиада           | Москва   | 9—14 августа            |                                       | 7→[уточнить]  |       |
| 1960 | Чемпионат             | Москва   | 15—18 июля              | 52,36                                 | 6             |       |
| 1963 | Спартакиада           | Москва   | 12 августа              |                                       | 7→[уточнить]  |       |
| 1965 | Чемпионат             | Алма-Ата | 14—17 октября[уточнить] | 54,96                                 | 6             |       |
| 1967 | Спартакиада           | Москва   | 31 июля                 | 50,72 NQ                              | 13→[уточнить] |       |
| 1969 | Чемпионат             | Киев     | 17—20 августа           | 61,42                                 | I             |       |
| 1969 | Кубок                 | Нальчик  | 10—12 октября           | 58,12                                 | I             |       |
| 1970 | Чемпионат             | Минск    | 12—14 сентября          | 59,02                                 | I             |       |
| 1970 | Кубок                 | Ташкент  | 9—11 октября            | 62,58                                 | I             |       |
| 1971 | Спартакиада           | Москва   | 17 июля                 | 59,66                                 |               |       |
| 1971 | Спартакиада           | Москва   | 17 июля                 | 62,14 58,84—57,34—59,26—62,14—0—62,08 | I             |       |
| 1972 | Чемпионат             | Москва   | 17—20 июля              | 59,94                                 | I             |       |
| 1974 | Чемпионат             | Москва   | 23—26 июля              | 58,10                                 | 6             |       |
| 1975 | Спартакиада           | Москва   | 27—30 июля              | 60,08                                 | III           |       |
| 1976 | Чемпионат             | Киев     | 22—24 июня              | 63,08                                 | I             |       |
| 1977 | Чемпионат             | Москва   | 26—29 июля              | 61,34                                 | II            |       |
| 1979 | Спартакиада           | Москва   | 24 июля                 | 59,00                                 |               |       |
| 1979 | Спартакиада           | Москва   | 25 июля                 | 61,10 —0—0                            | 6 (11)        |       |

1. ↑  квалификация — 55,00 м
2. ↑  в общем зачёте Спартакиады

### Рекорды СССР
| Результат | Место    | Дата      | Видео |
| --------- | -------- | --------- | ----- |
| 62,48     | Минск    | 22.9.1970 |       |
| 62,72     | Сочи     | 5.10.1970 |       |
| 64,14     | Феодосия | 24.4.1972 |       |
| 66,04     | Таллин   | 31.7.1976 |       |

## Семья
Семья Ляховых — одна из первых в СССР/СНГ спортивных династий (3 поколения):
- Отец — Сергей Ляхов (1906—1961) — Заслуженный мастер спорта, 10-кратный чемпион СССР (1928—1940) и многократный рекордсмен СССР в толкании ядра, метании диска и молота.
- Жена — 
Лидия Шмакова (род. 1936) — чемпионка СССР по пятиборью[уточнить].
  - Сын — Сергей Ляхов (род. 1968) — начинал как многоборец (60 м — 6,6, высота — 2,15). Чемпион СССР 1990, России 1994, 1995 в метании диска, 1999 в толкании ядра.
- Жена — Галина Филатова (род. 1949) — серебряная и бронзовая призёрка чемпионатов СССР, чемпионка летней Универсиады в Риме, мастер спорта международного класса в прыжке в высоту; тренер[уточнить].
  - Дочь Юлия Ляхова (род. 1977) — прыгунья в высоту, чемпионка мира-96 среди юниорок, победительница молодёжного европейского первенства, обладательница серебряной медали Игр доброй воли в Нью-Йорке.